# PJ Wassermann
PJ Wassermann (Peter Jörg Wassermann, * 2. Mai 1951 in Basel) ist ein Schweizer Komponist, Musiker, Musikproduzent, Informatiker und Programmierer.

## Leben
Wassermann besuchte in Basel die Schulen bis zum Abschluss der Maturität Typ C am Mathematisch-Naturwissenschaftlichen Gymnasium Basel. Musik und Gitarrenspiel beschäftigten ihn schon von seiner frühen Jugend an, als Fan der Beatles, Jimi Hendrix und Pink Floyd spielte er mit verschiedenen Bands. Im Rahmen einer Lehrerausbildung absolvierte er 1973 bis 1975 ein Fachstudium Musik mit Einzelunterricht in Piano, klassischer Gitarre und Gesang sowie Harmonielehre. Schon zuvor, 1970, begann er mit der freien musikalischen Tätigkeit im Rock- und Bluesbereich. Er liess sich von verschiedenen Lehrern im Gitarrenspiel unterrichten, insbesondere von den Jazzmusikern Oscar Klein und Thomas Moeckel. In der gleichen Zeit nahm er auch seine journalistische Tätigkeit auf mit der Herausgabe der Hippie-Zeitschrift Whämmli. In der Folge arbeitete er als freier Journalist bei verschiedenen Zeitungen und Zeitschriften, unter anderem auch bei PC Online.
Von 1980 an war der Schwerpunkt seines Lebens seine musikalische Tätigkeit als Komponist und Produzent. David C. Johnson, Leiter des elektronischen Studios an der Musik-Akademie Basel, vermittelte ihm das Fachwissen für den Betrieb eines eigenen musikalischen Produktionsstudios. 1981 gründete er mit seiner Frau Stella Wassermann (1953–2011) das Space-Sound-Studio, wo er mit Synthesizern experimentierte und komponierte. Mit Hypermusic schuf er sich 1987 einen eigenen Musikverlag für die Publikation seiner Tonträger.
In der Folge erweiterte er laufend die Instrumente und die technische Einrichtung des Studios, wodurch er sich musikalisch neue Möglichkeiten und Entwicklungen erschloss. Daraus entstanden verschiedenste Musikprojekte, die auf Vinyl und CD veröffentlicht sowie live aufgeführt wurden. Nebst den eigenen Projekten kreierte er im Auftrag verschiedener Firmen Jingles, Video- und Filmvertonungen.
Ab 1997 baute Wassermann sich in der Informatik einen zusätzlichen Arbeitsbereich auf, mit Programmierungsarbeiten für öffentliche und private Auftraggeber. Zunächst mit der Entwicklungs-Software Macromedia Director, danach bis heute erfolgte eine Spezialisierung auf die Datenbank-Entwicklung mit FileMaker Pro.

## Musikprojekte
In den Musikprojekten flossen Inspirationen aus unterschiedlichen Bereichen zusammen: Aus den psychedelischen Klängen der Hippiezeit, aus den Fantasien der Science-Fiction und aus den stetig wachsenden Möglichkeiten der elektronischen Klangerzeugung gestalteten sich unter dem Namen Schaltkreis Wassermann Produktionen, die als Cyberpunk, Synth Rock oder experimentelle elektronische Musik bezeichnet werden, in Italien als Cosmic.
Das Space-Sound-Studio brachte sich mit den neuen Klängen schnell in die Charts: 1981 mit Schaltkreis Wassermann (Platz 7 der englischen Synthesizer-Charts), 1985 mit dem satirisch-humoristischen Matterhorn Project und dessen Song MUH! (Platz 2 der Schweizer Hitparade, Platz 5 der südafrikanischen Charts), Lo-lollo-Diuh (8. Platz der Schweizer Hitparade).
Später entwickelten sich weitere psychedelisch-elektronische Produktionen, wie Eternal Bliss - live guitar psyTrance, ChillyTrippyDippy - live guitar psyChill, sowie die Weiterentwicklung von Schaltkreis Wassermann. Diese bis heute aktiven Projekte sind vor allem auf Live-Auftritte ausgerichtet, manchmal untermalt mit Visuals von VJ Asteriza und manchmal unterstützt von zusätzlichen Musikern und Tänzerinnen.

## Informatik
Parallel zur musikalischen Produktion hat Wassermann einen zweiten Arbeitsbereich Informatik/Multimedia aufgebaut und die Online-Vertriebsorganisation Fontastix geschaffen. Für die Inventarisierung von Kunstwerken und Sammlungen entwickelte er die Datenbank museumPro, die von Sammlern und Museen verwendet wird.